# Donato Massa
Donato Massa (Pietrastornina, 1677 – Napoli, 1747) è stato un ceramista italiano.

## Biografia
Nato a Pietrastornina, nel Principato Ulteriore, vi restò fino al 1684 per poi trasferirsi a Napoli dove si già viveva il fratello Giuseppe, anch'egli ceramista. Insieme al terzo fratello, Gaetano, rappresentano una famiglia di "mastri riggiolari" rappresentanti di una scuola napoletana di ceramica indipendente dalla maiolica abruzzese.
Nel 1740 Donato e Giuseppe portarono a termine la loro opera più importante: le maioliche del Chiostro delle Clarisse della Basilica di S. Chiara. A Donato fu affidata l'ammattonatura dei viali e del circuito dei chiostri, la decorazione del parapetto che guarda verso il portico, nonché “riggiole” e mattoni per il giardino, mentre Giuseppe si occupò invece della decorazione delle 64 colonne e dei 60 sedili completi di spalliere e di tutte le parti costituite da “tittoli di riggiole”, ovvero le parti decorate di forma curva simili a quelle dei tetti. A Donato si devono anche gli elementi plastici della fontana “rocaille” e le grosse sfere in maiolica, di colore verde ramina, che coronano il terminale dei due chiostri.
La stessa coppia di artisti è accreditata come realizzatrice del pavimento dell'ipogeo nella Chiesa di Santa Maria delle Anime del Purgatorio ad Arco. 
A Donato Massa è stato intitolato il museo della ceramica di Pietrastornina e un concorso nazionale di maiolica e ceramica che si è svolto ogni anno dal 1983 al 1988 e nel 2010.